# Atsushi Yanagisawa
 (mai 2025).
Si vous disposez d'ouvrages ou d'articles de référence ou si vous connaissez des sites web de qualité traitant du thème abordé ici, merci de compléter l'article en donnant les références utiles à sa vérifiabilité et en les liant à la section « Notes et références ».
Atsushi Yanagisawa (柳沢 敦, Yanagaizawa Atsushi), né le 27 mai 1977 à Imizu, est un footballeur japonais évoluant au poste d'attaquant dans le club du Vegalta Sendai et pour l'équipe nationale du Japon.

## Palmarès
- 58 sélections et 17 buts avec le Japon entre 1998 et 2006
- Champion du Japon : 1996, 1998, 2000,2001 et 2007(Kashima Antlers).
- Vainqueur de la Coupe du Japon : 1997 et 2000 (Kashima Antlers).
- Vainqueur de la Coupe de la ligue du Japon : 1997 et 2000 (Kashima Antlers).
- Vainqueur de la Supercoupe du Japon : 1997, 1998 et 1999 (Kashima Antlers).